# Цимбиум

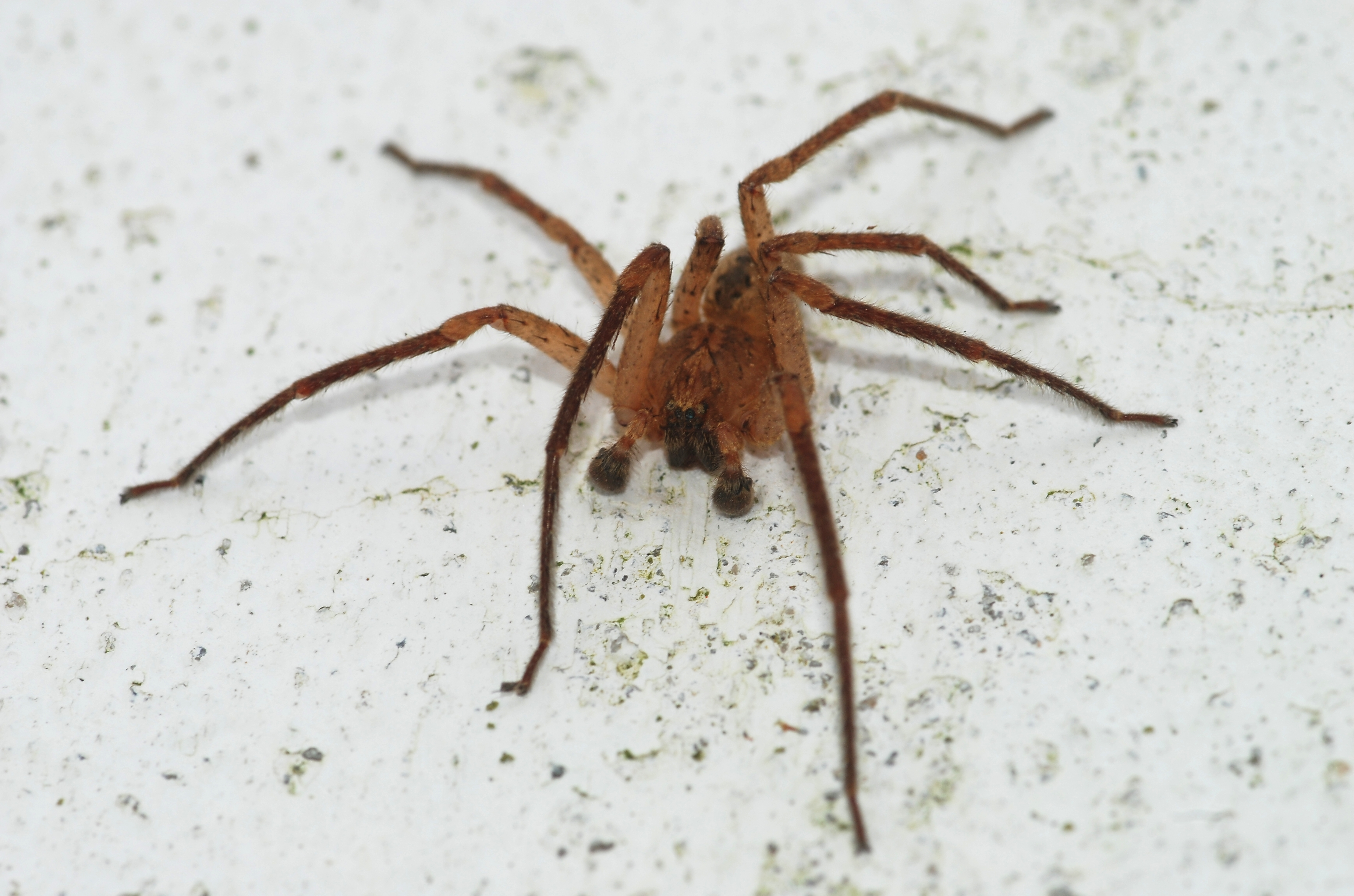
Самец неопределённого аранеоморфного паука. Видны расширенные цимбиумы на концах сравнительно коротких педипальп.

Цимбиум (лат. cymbium) — видоизменение последнего членика педипальп (лапки), характерное только для половозрелых самцов пауков. Используется при копуляции для соединения гениталий самцов с гениталиями самки. Строение гениталий используют для определения таксономической принадлежности пауков и реконструкции их филогении.

## Строение

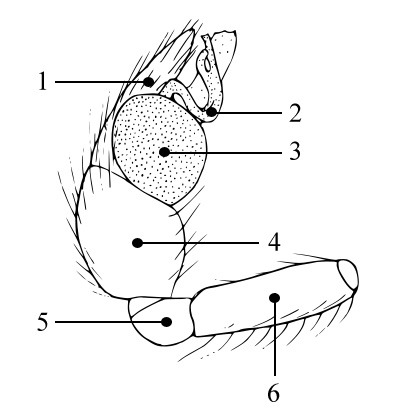
Строение педипальпы самца паука Anisaedus levii. 1 — цимбиум; 2 — эмболюс; 3 — бульбус; 4 — голень; 5 — пателла; 6 — бедро.

Преобразование последнего членика (тарсуса) педипальп происходит в ходе линьки, предшествующей половому созреванию самца. Образующийся при этом орган состоит в общем случае из трёх частей: цимбиума, бульбуса и эмболюса. Внутри грушевидного бульбуса находится спирально закрученный семенной резервуар. Наружу семенной резервуар открывается через семяизвергательный канал эмболюса, представляющего собой тонкий выводной придаток. Часто цимбиум и прилегающие членики педипальпы (голень и пателла) несут на поверхности выросты (аподемы), которые выполняют различные функции во время полового акта, в частности, способствуют прочному закреплению в половом отверстии. На цимбиуме в специальной выемке (alveolus) располагается собственно копулятивный орган, проксимальный отдел которого представлен гематодохой (hematodocha), а дистальный — луковицей, или бульбусом (bulbus). Гематодоха — это тонкостенный мембранозный мешок, полость которого сообщается с полостью тела. При копуляции этот мешок заполняется гемолимфой и разворачивается вместе с бульбусом и его придатками. Бульбус сидит на вершине гематодохи и в покое располагается внутри выемки цимбиума. Бульбус последнего членика пальпы самцов заканчивается специальным стилетом, или эмболюсом (emboli), который выполняет функцию пениса.

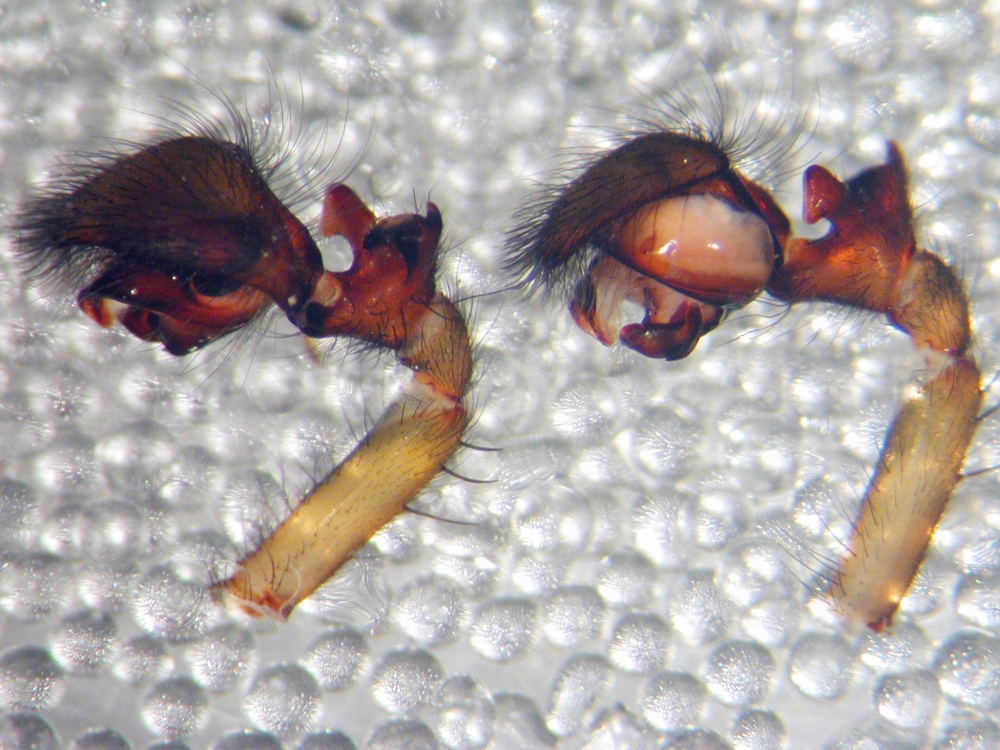
Педипальпы самца Amaurobius ferox (Amaurobiidae)

## Участие в копуляции

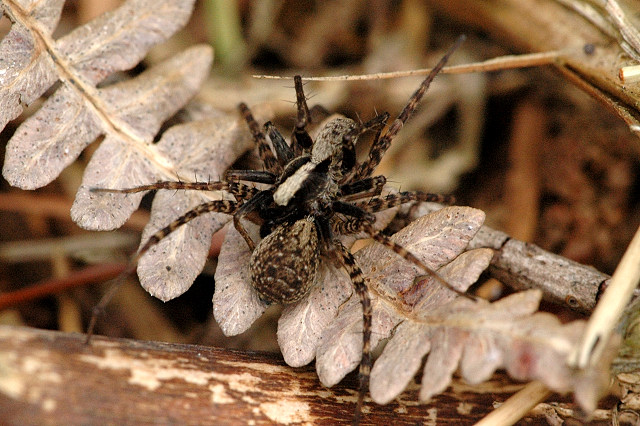
Спаривание пауков-волков вида Pardosa lugubris

Протоки семенников открываются на брюшке паука и не имеют прямой связи с цимбиумом. В связи с этим перенос спермы в семенной резервуар сопровождается довольно сложным комплексом действий. Перед началом ухаживания самец ткёт из паутины особую сперматическую сеточку и через половые отверстия выделяет на неё сперму. После этого, последовательно погружая в жидкость кончик обеих педипальп, самец заполняет резервуар, вероятно, за счёт капиллярных сил.
Во время полового акта самец фиксирует эмболюс в половом отверстии самки и изливает в него содержимое резервуара.

## Другие функции
Самцы пауков-волков вида Schizocosa stridulans при ухаживании издают стрекочущие звуки путём частого сгибания цимбиума относительно предыдущего членика педипальпы (голени).